# Antonio José Plaza
Antonio José Plaza (* 21. Dezember 1909 in Mar del Plata, Argentinien; † 11. August 1987 in La Plata, Argentinien) war Erzbischof von La Plata.

## Leben
Plaza studierte am Priesterseminar von La Plata und empfing am 21. Dezember 1934 die Priesterweihe. Anschließend wurde er Professor am Priesterseminar La Platas und später dessen Rektor.
Papst Pius XII. ernannte ihn am 16. Mai 1950 zum Titularbischof von Doberus und bestellte ihn zum Weihbischof im Bistum Azul. Die Bischofsweihe spendete ihm am 25. Juli desselben Jahres Zenobio Lorenzo Guilland, Erzbischof von Paraná. Mitkonsekratoren waren Anunciado Serafini, Bischof von Mercedes, und Germiniano Esorto, Bischof von Bahía Blanca. Am 28. August 1953 wurde er zum Bischof von Azul ernannt.
Am 14. November 1955 ernannte ihn Pius XII. schließlich zum neuen Erzbischof von La Plata. Dort rief er 1964 eine katholische Universität ins Leben sowie ein theologisches Institut, das heute seinen Namen trägt.
 In dieser Zeit war er auch politischer Unterstützer von Juan Domingo Perón. 1976 wurde er Polizeikaplan der Provinz Buenos Aires.
Plaza wurde beschuldigt, mit der Militärjunta kollaboriert zu haben. Laut einem Bericht der New York Times war er ein entschiedener Befürworter des schmutzigen Kriegs des Militärregimes gegen politische Gegner. Die Nationalkommission über das Verschwinden von Personen, die seit Ende 1983 die Menschenrechtsverletzungen während der Militärdiktatur aufarbeitete, leitete ein Verfahren gegen Erzbischof Plaza ein, das aber schon 1984 wieder eingestellt wurde. 
Papst Johannes Paul II. nahm am 18. Dezember 1985 sein altersbedingtes Rücktrittsgesuch an. Antonio José Plaza lebte weiterhin in La Plata, wo er im August 1987 nach einem Herzinfarkt verstarb.